# Justicia warnockii
Justicia warnockii là một loài thực vật có hoa trong họ Ô rô. Loài này được B.L. Turner mô tả khoa học đầu tiên năm 1951.